# Eriosonia kupperi
Eriosonia kupperi là một loài thực vật có mạch trong họ Adiantaceae. Loài này được (I. Losch) Pic. Serm. miêu tả khoa học đầu tiên năm 1977.